# 骑士足球俱乐部
骑士足球俱乐部是立陶宛的一家足球俱樂部，主場位於维尔纽斯。在2014賽季，俱乐部首次開始參加立陶宛足球超級聯賽的賽事。2019年2月21日以前俱乐部位于特拉凱，当时的名字为特拉凱足球俱樂部。